# Саут-Грілі (Вайомінг)
Саут-Грілі (англ. South Greeley) — переписна місцевість (CDP) в США, в окрузі Ларамі штату Вайомінг. Населення — 4733 особи (2020).

## Географія
Саут-Грілі розташований за координатами 41°5′37″ пн. ш. 104°48′24″ зх. д. / 41.09361° пн. ш. 104.80667° зх. д. (41.093519, -104.806605).  За даними Бюро перепису населення США в 2010 році переписна місцевість мала площу 4,30 км², уся площа — суходіл.

## Демографія
Згідно з переписом 2010 року, у переписній місцевості мешкало 4217 осіб у 1649 домогосподарствах у складі 1065 родин. Густота населення становила 981 особа/км².  Було 1806 помешкань (420/км²).
Расовий склад населення:
| - 83,1 % — білих - 2,3 % — чорних або афроамериканців - 2,1 % — корінних американців - 0,4 % — азіатів - 7,9 % — осіб інших рас |

До двох чи більше рас належало 4,0 %. Частка іспаномовних становила 20,4 % від усіх жителів.
За віковим діапазоном населення розподілялося таким чином: 28,1 % — особи молодші 18 років, 63,7 % — особи у віці 18—64 років, 8,2 % — особи у віці 65 років та старші. Медіана віку мешканця становила 31,8 року. На 100 осіб жіночої статі у переписній місцевості припадало 105,0 чоловіків;  на 100 жінок у віці від 18 років та старших — 102,1 чоловіків також старших 18 років.
Середній дохід на одне домашнє господарство  становив 53 108 доларів США (медіана — 46 982), а середній дохід на одну сім'ю — 52 630 доларів (медіана — 45 997). Медіана доходів становила 39 457 доларів для чоловіків та 30 359 доларів для жінок. За межею бідності перебувало 17,1 % осіб, у тому числі 27,3 % дітей у віці до 18 років та 10,9 % осіб у віці 65 років та старших.
Цивільне працевлаштоване населення становило 2252 особи. Основні галузі зайнятості: роздрібна торгівля — 22,5 %, освіта, охорона здоров'я та соціальна допомога — 12,4 %, будівництво — 10,8 %, публічна адміністрація — 10,7 %.